# 西古都岛
西古都岛（Pulau Sekudu）位于新加坡东北部乌敏岛旁。马来文岛名意为“蛙岛”，因岛上有一块巨石酷似青蛙。

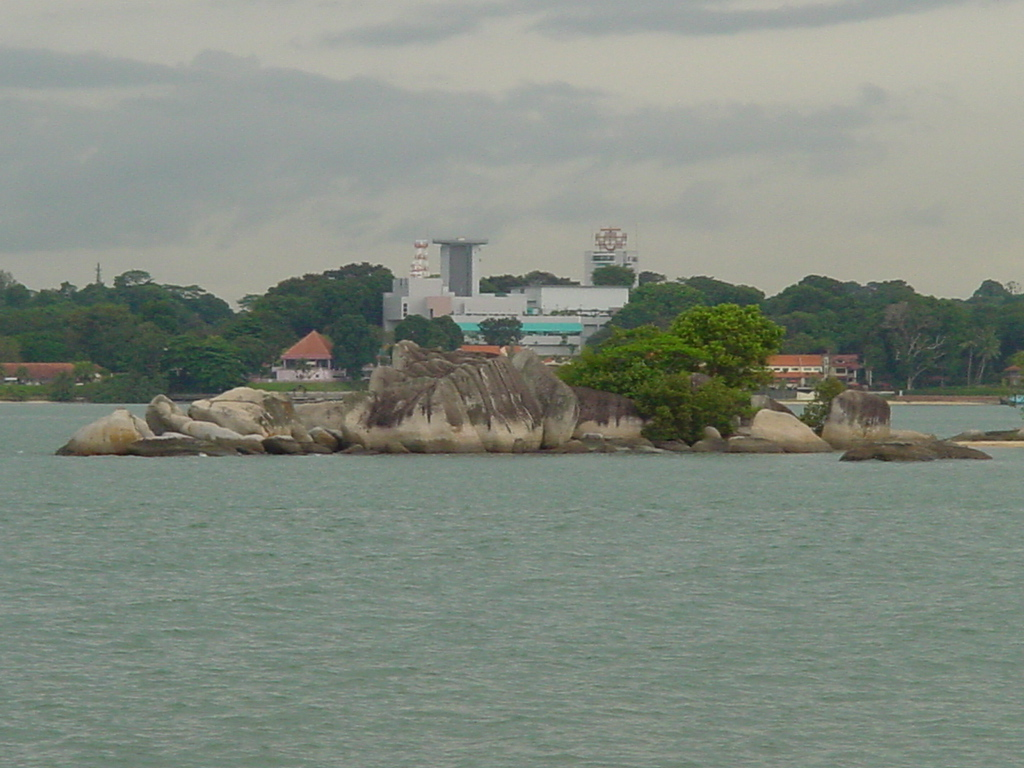
西古都岛